# Cribratge

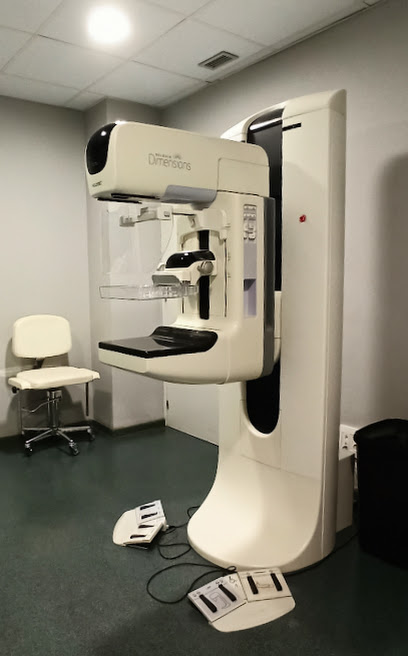
Mamògraf

|  | Per a altres significats, vegeu «Cribratge d'alt rendiment». |

El cribratge o destriament és la recerca entre els individus d'una població estadística (per exemple, persones) dels individus amb les característiques desitjades. Es diferencia del mostreig perquè el cribratge pretén analitzar tots els individus d'una població mentre que el mostreig selecciona aleatòriament un nombre limitat d'individus. El cribratge en medicina és una estratègia utilitzada en una població per detectar una malaltia en els individus sense signes o símptomes d'aquesta malaltia. A diferència de la majoria de la medicina, en el cribratge, es duen a terme assaigs en els que no presenten signes o símptomes de la malaltia.
La intenció d'aquesta intervenció és identificar la malaltia en la comunitat al principi d'aquesta, el que permet la intervenció i la gestió amb l'esperança de reduir la mortalitat i la morbiditat. Encara que el cribratge pot donar lloc a un diagnòstic precoç, no totes les proves de cribratge s'han demostrat beneficioses per a la persona que està examinada; el sobrediagnòstic, el diagnòstic equivocat i crear una falsa sensació de seguretat són alguns possibles efectes adversos del cribratge. Per aquestes raons, una prova utilitzada en un programa de cribratge, especialment per una malaltia de baixa incidència, han de tenir una bona especificitat a banda d'una acceptable sensibilitat.
Existeixen diversos tipus de cribratge: el cribratge universal implica de tots els individus d'una determinada categoria (per exemple, tots els nens d'una certa edat). La troballa de casos (case finding) implica el cribratge d'un grup més petit de les persones sobre la base de la presència de factors de risc (per exemple, perquè un membre de la família ha estat diagnosticat amb una malaltia hereditària).
El nombre requerit de cribratge (en anglès NNS, number needed to screen) és el nombre mínim de pacients que s'han de sotmetre a una prova de cribratge per tal d'obtenir un resultat fiable positiu, i s'utilitza per tal de resumir els beneficis d'un programa de cribratge en l'atenció sanitària.

## Exemples de cribratge
La prova cutània anomenada prova de PPD és àmpliament usada per la detecció de l'exposició a la tuberculosi. Els proveïdors de cures de salut poden fer cribratge per a la depressió mitjançant qüestionaris com l'Inventari de Depressió de Beck. La detecció d'alfa-ferroproteïna s'utilitza en dones embarassades per ajudar a detectar determinades anomalies fetals. El cribratge del càncer és un intent de prevenir el càncer, o de diagnosticar-lo en les seves etapes inicials, tals com l'ús de la prova de Papanicolau per detectar lesions precanceroses i prevenir potencialment el càncer de coll uterí o la mamografia per detectar el càncer de mama.
Les ortopantoradiografies són potser un dels exemples més estesos de cribratge. Es prenen en exàmens dentals rutinaris per a la detecció de la càries dental interproximal.
Als Estats Units, la majoria de les escoles públiques cribren els estudiants periòdicament per a detectar deficiències d'audició i visió, problemes dentals i qüestions la columna vertebral / postura tals com l'escoliosi.
L'últim cribratge és de llarg el més controvertit, perquè l'escoliosi (a diferència de la visió o els problemes dentals) només es troba en un petit segment de la població en general i perquè els estudiants han de treure's les seves camises per a realitzar el cribratge.
Degut a això, en molts dels estats ja no s'exploren els estudiants per a l'escoliosi o que l'exploració pugui ser refusada amb una notificació parental.

## Equips mèdics usats per al cribratge
Els equips mèdics utilitzats en les proves de cribratge sol ser diferenciats dels equips utilitzats en les proves diagnòstiques, en les proves de cribratge que es fan servir només per indicar la possibilitat o probabilitat d'una malaltia o condició, i que els equips mèdics de diagnòstic es fa servir per fer mesures fisiològiques quantitatives utilitzades en la determinació del tractament específic o el progrés de la malaltia o condició mèdica.

## Efectes adversos del cribratge
Com qualsevol altre examen mèdic, les proves utilitzades en el cribratge no són perfectes. La prova pot resultar positiva per a persones sense la condició mèdica cercada (fals positiu) o poden perdre algunes persones que tenen la malaltia (fals negatiu). Fins i tot obtenint un resultat correcte, altres factors poden fer que una prova de cribratge no sigui beneficiosa per la població. En general els efectes adversos dels cribratges poden ser els següents:
- Efectes adversos lligats al procediment analític (per exemple, l'estrès, l'ansietat, l'exposició a les radiacions, l'exposició a substàncies químiques perjudicials).
- L'estrès i l'ansietat provocada per un fals positiu en el resultat del cribratge.
- Investigació i tractaments innecessaris a partir de falsos positius.
- Provocar estrès i ansietat per conèixer que es té una malaltia si no es disposa de tractaments curatius o pal·liatius.
- Una falsa sensació de seguretat causades pels falsos negatius, que poden fins i tot retardar el diagnòstic definitiu.
- Procediments innecessaris i incòmodes a la recerca d'una malaltia que és extremadament poc freqüent o poc severa. Això conduiria a l'abús i malbaratament de recursos sanitaris. (p. ex.: cribratges per a detectar casos de grip, pels que no existeix cap tractament curatiu).

## L'anàlisi de cribratge
Per a moltes persones, el cribratge sembla a priori una cosa apropiada, perquè tenir consciència de la condició mèdica sembla bo. Tanmateix, cap cribratge és perfecte. Sempre hi haurà problemes amb resultats incorrectes tal com s'ha esmentat anteriorment.
Abans d'aplicar un programa de cribratge, s'hauria d'analitzar a fons per tal que aquest produeixi més beneficis que perjudicis. Els millors estudis per avaluar si una prova de cribratge repercutirà en un augment de la salut pública són assaigs aleatoris controlats rigorosos.
En estudiar un programa de cribratge mitjançant un estudi de casos i controls o un estudi de cohort, diversos factors poden causar el test de cribratge sembli més efectiu del que realment és. Diversos biaixos, inherents al mètode d'estudi, poden esbiaixar els resultats.

### Biaix de temps de supervivència
La intenció del cribratge és diagnosticar una malaltia abans del que seria sense cribratge. Sense el cribratge la malaltia és diagnosticada més tard un cop apareixen els símptomes.
Suposant dos casos, que moren alhora del mateixa malaltia, en el cas d'un malalt diagnosticat per cribratge, el temps de supervivència des del diagnòstic és més llarg en el cas en què no es realitzà el cribratge i fou diagnosticat un cop apareguts els símptomes. No s'ha produït un guany efectiu de supervivència (i, de fet, s'hauria de poder afegir a la valoració l'ansietat addicional amb què el 1r pacient ha de viure amb el coneixement de patir la malaltia durant més temps).
Pel que fa a les estadístiques en brut, la instauració del cribratge en una població farà augmentar el temps de supervivència per aquella malaltia, això s'anomena guany de temps (lead time). Si no es pensa en el que significa temps de supervivència en aquest context, es pot atribuir l'èxit al cribratge que no fa res més que avançar el diagnòstic.

### Biaix de llarga durada
Moltes proves de cribratge es dirigeixen a la detecció de càncers. Sovint s'ha teoritzat que els tumors de creixement lent tenen millor pronòstic que els tumors amb altes taxes de creixement. És més probable que el cribratge detecti tumors de creixement lent (ja que la fase preclínica de la història natural de la malaltia és més llarga), que tot i així solen provocar poca morbiditat o mortalitat. Així el cribratge tendeix a detectar càncers que no haurien causat la mort del pacient o fins i tot s'han detectat abans de la mort per altres causes.

### Biaix de selecció
No tothom participa en un programa de cribratge. Hi ha factors que difereixen entre les persones disposades a fer la prova i els que no ho són.
Les persones que tenen una major percepció d'estar en risc de patir una malaltia solen tenir també un major compliment amb els programes i visites de cribratge. Per exemple, les dones amb historial familiar de càncer de mama accediran a realitzar-se mamografies amb més probabilitat que dones sense aquest historial. Per tant, els cribratges detecta una proporció més alta de casos respecte al que és d'esperar. Això és degut al fet que existeix una major probabilitat que les persones amb la malaltia siguin cribrats i una major probabilitat que les persones que s'uneixin a l'estudi morin de la malaltia.
El biaix de selecció també pot fer que l'estudi avaluador resulti amb millors resultats del que realment és. Si la prova és més accessible a persones joves i sanes (per exemple, si la gent ha de viatjar una llarga distància per obtenir la prova), llavors menys gent en la projecció de població emmalalteix i la prova sembla una diferència positiva, ja que els que haurien d'emmalaltir no arriben a fer-se la prova.

### Biaix de sobrediagnòstic
El cribratge pot identificar anomalies que no causen a produir morbiditat en tota la vida. Un exemple d'això és el cribratge de càncer de pròstata. S'ha dit que "moren més homes amb càncer de pròstata que a causa d'ell". Els estudis d'autòpsia han demostrat que una alta proporció d'homes que han mort per altres causes, tenen càncer de pròstata quan la s'examinen biòpsies de teixit prostàtic sota un microscopi.
A banda de problemes amb la instauració d'un tractament innecessari (el tractament del càncer de pròstata duu associats riscos per a la salut), el sobrediagnòstic fa que l'estudi detecti anormalitats que poden ser inofensives i no arribar a causar cap problema sanitari significatiu. L'estudi avaluador per a la instauració d'un cribratge ha de tenir en compte aquest sobrediagnòstic de patologies i el quantificar el risc de passar de la fase subclínica a una fase clínica.

### Evitar els prejudicis
L'única manera d'evitar per complet aquests biaixos és utilitzar un assaig controlat aleatoritzat. Aquests han de ser molt grans, i molt estrictes en termes de procediment d'investigació. No és ràpid de fer aquest tipus de recerca i amb freqüència és car.

## Principis del cribratge
Hi ha un munt de qüestions implicades amb el cribratge. Encara que alguns cribratges no són beneficiosos, un munt de cribratges resulten en un augment de la salut d'una població per a la detecció precoç de la malaltia.

### Organització Mundial de la Salut - Principis de cribratge
Les directrius de l'Organització Mundial de la Salut publicades el 1968 continuen a vigir avui en dia:
1. La condició ha de causar un important problema de salut en l'entorn on es vol implantar el cribratge.
2. Hi ha d'haver un tractament efectiu per a la condició i evidències que el tractament precoç ofereixi millores en la mortalitat i la morbiditat enfront de tractaments tardans.
3. La història natural de la malaltia ha de compresa adequadament.
4. La malaltia ha de tenir una fase latent.
5. S'ha de disposar de proves o exàmens de cribratge validats per a diagnosticar la condició, aquests han de ser econòmicament assumibles i fàcils de realitzar.
6. S'ha de disposar d'instal·lacions per al diagnòstic i el tractament.
7. Hi ha d'haver una política consensuada sobre a qui cal oferir el cribratge.
8. La prova ha de ser acceptada per la població a qui va dirigida.
9. El cost total de la recerca dels casos ha de ser econòmicament equilibrat en relació amb les despeses mèdiques en conjunt.
10. La recerca de casos ha de ser un procés continu, no només un "sol cop per a tothom".